# Антигуа и Барбуда на Олимпийских играх
Антигуа и Барбуда принимали участие в одиннадцати летних Олимпийских играх. Олимпийская ассоциация Антигуа и Барбуды была создана в 1966 году, после разделения Федерация Вест-Индии, однако регистрация в МОК состоялась лишь в 1976 году. Дебют островного государства пришёлся на летние Олимпийские игры 1976 года в Монреале. На Играх 1980 года в Москве спортсмены не выступали, поскольку присоединились к бойкоту. В зимних Олимпийских играх спортсмены Антигуа и Барбуда ни разу не участвовали. За время участия в Играх представители островного государства не смогли завоевать ни одной медали.

## Таблица медалей

### Летние Олимпийские игры
| Игры                | Спортсменов          | Золото               | Серебро              | Бронза               | Всего                | Место                |
| ------------------- | -------------------- | -------------------- | -------------------- | -------------------- | -------------------- | -------------------- |
| 1976 Монреаль       | 10                   | 0                    | 0                    | 0                    | 0                    | —                    |
| 1980 Москва         | не принимали участие | не принимали участие | не принимали участие | не принимали участие | не принимали участие | не принимали участие |
| 1984 Лос-Анджелес   | 14                   | 0                    | 0                    | 0                    | 0                    | —                    |
| 1988 Сеул           | 15                   | 0                    | 0                    | 0                    | 0                    | —                    |
| 1992 Барселона      | 13                   | 0                    | 0                    | 0                    | 0                    | —                    |
| 1996 Атланта        | 13                   | 0                    | 0                    | 0                    | 0                    | —                    |
| 2000 Сидней         | 3                    | 0                    | 0                    | 0                    | 0                    | —                    |
| 2004 Афины          | 5                    | 0                    | 0                    | 0                    | 0                    | —                    |
| 2008 Пекин          | 5                    | 0                    | 0                    | 0                    | 0                    | —                    |
| 2012 Лондон         | 4                    | 0                    | 0                    | 0                    | 0                    | —                    |
| 2016 Рио-де-Жанейро | 9                    | 0                    | 0                    | 0                    | 0                    | —                    |
| 2020 Токио          | 6                    | 0                    | 0                    | 0                    | 0                    | —                    |
| Итого               | Итого                | 0                    | 0                    | 0                    | 0                    |                      |